# Daytime Creative Arts Emmy Awards 2016
La cerimonia della 42ª edizione dei Daytime Creative Arts Emmy Awards (43rd Daytime Creative Arts Emmy Awards) si è tenuta presso il Westin Bonaventure Hotel di Los Angeles il 29 aprile 2016.

## Daytime Creative Arts Emmy Awards

### Webserie

#### Miglior serie drammatica digitale
- The Bay, distribuita su thebaytheseries.com
  - East Los High, distribuita su Hulu
  - EastSiders, distribuita su Vimeo
  - Vanity, distribuita su YouTube
  - Winterthorne, distribuita su winterthorne.com

#### Miglior attore in una serie drammatica digitale
- Kristos Andrews, per aver interpretato Pete Garrett in The Bay
  - Van Hansis, per aver interpretato Thom in EastSiders
  - Rick Hearst, per aver interpretato Mr. Ryan in Youthful Daze
  - J. D. Pardo, per aver interpretato Jesús in East Los High
  - Kevin Spirtas, per aver interpretato Dominic Delacort in Winterthorne

#### Miglior attrice serie drammatica digitale
- Mary Beth Evans, per aver interpretato Sara Garrett in The Bay
  - Kathleen Gati, per aver interpretato Valentina Winterthorne in Winterthorne
  - Elizabeth Hubbard, per aver interpretato Eva Montgomery in Anacostia
  - Lilly Melgar, per aver interpretato Janice Ramos in The Bay
  - Patsy Pease, per aver interpretato Lola Baker in The Bay

### Programmi per bambini

#### Miglior serie animata per bambini
- Niko and the Sword of Light, distribuita su Amazon Instant Video
  - Tutti pazzi per Re Julien, distribuita su Netflix
  - Dragons: Race to the Edge, distribuita su Netflix
  - The Mr. Peabody & Sherman Show, distribuita su Netflix
  - WordGirl, in onda sulla PBS

#### Miglior serie animata per la fascia prescolare
- Tumble Leaf, distribuita su Amazon Instant Video
  - Le Avventure Di Bippo L,Ippopotamo, in onda sulla Netflix
  - Henry Hugglemonster, trasmesso su Disney Junior
  - Peg + Cat, in onda sulla PBS
  - Wallykazam!, trasmesso su Nickelodeon

#### Miglior programma per bambini
- Sea Rescue, in onda sulla ABC
  - Annedroids, distribuito su Amazon Instant Video
  - Odd Squad, in onda sulla PBS
  - Project MC², distribuito su Netflix
  - The Wildlife Docs, trasmesso su SYN

#### Miglior programma per la fascia prescolare
- Sesame Street, in onda sulla PBS
  - Dino Dan: Trek's Adventures, trasmesso su Nickelodeon
  - Mutt & Stuff, trasmesso su Nickelodeon
  - Sunny Side Up, trasmesso su Sprout
  - Yo Gabba Gabba!, trasmesso su Nickelodeon

#### Miglior programma animato - categoria speciale
- Peter coniglio (Peter Rabbit), trasmesso su Nickelodeon
  - Miles From Tomorrowland, trasmesso su Disney Junior
  - Transformers Robots in Disguise, trasmesso su Cartoon Network

#### Miglior attore in una serie animata
- Jeff Bennett, per aver interpretato il sindaco Luskey in Transformers Rescue Bots
  - Danny Jacobs, per aver interpretato Re Julien in Tutti pazzi per Re Julien
  - Carlos Alazraqui, per aver interpretato Mr. Crocker in Due fantagenitori
  - Eric Bauza, per aver interpretato il Gatto con gli stivali in Le avventure del gatto con gli stivali
  - Reid Scott, per aver interpretato Turbo in Turbo FAST

#### Miglior attore in un programma per bambini
- Jessica Lundy, per aver interpretato Amanda Wainwright in The Inspectors
  - Jadiel Dowlin, per aver interpretato Nick in Annedroids
  - Addison Holley, per aver interpretato Anne in Annedroids
  - Sean Michael Kyer, per aver interpretato Oscar in Odd Squad
  - Terry Serpico, per aver interpretato Mitch Ohlmeyer in The Inspectors

### Altri programmi televisivi

#### Miglior programma culinario
- Patricia Heaton Parties, trasmesso su Food Network
  - America's Test Kitchen, in onda sulla PBS
  - Cook's Country, in onda sulla PBS
  - Giada in Italy, trasmesso su Food Network
  - Mexico One Plate at a Time with Rick Bayless, in onda sulla PBS
  - Pati's Mexican Table, in onda sulla PBS

#### Miglior presentatore di un programma culinario
- Gabrielle Hamilton e David Kinch, per aver presentato The Mind of a Chef
  - Patricia Heaton, per aver presentato Patricia Heaton Parties
  - Pati Jinich, per aver presentato Pati's Mexican Table
  - Jacques Pepin, per aver presentato Jacques Pepin Heart & Soul
  - Eric Ripert, per aver presentato Avec Eric

#### Miglior programma lifestyle
- This Old House, in onda sulla PBS
  - Ask This Old House, in onda sulla PBS
  - Build Small, Live Anywhere, trasmesso su HGTV
  - Home Made Simple, trasmesso su OWN
  - Rough Cut, in onda sulla PBS

#### Miglior programma legale
- Judge Judy, trasmesso in syndication
  - Divorce Court, trasmesso in syndication
  - Hot Bench, trasmesso in syndication
  - The People's Court, trasmesso in syndication
  - Paternity Court, trasmesso in syndication

#### Miglior programma di viaggi e avventura
- Jack Hanna's Into the Wild, trasmesso in syndication
  - 1st Look, in onda sulla NBC
  - Born to Explore with Richard Wiese, trasmesso in syndication
  - Ocean Mysteries with Jeff Corwin, trasmesso in syndication
  - Rock the Park , trasmesso in syndication

#### Miglior presentatore di un programma lifestyle, di viaggi o per bambini
- Jeff Corwin, per aver presentato Ocean Mysteries with Jeff Corwin
  - Jonathan Bird, per aver presentato Jonathan Bird's Blue World
  - Jack Hanna, per aver presentato Jack Hanna's Into the Wild
  - Brandon Mcmillan, per aver presentato Lucky Dog
  - Christine Van Blokland, per aver presentato Curious Traveler

#### Miglior programma - categoria speciale
- Lucky Dog, in onda sulla CBS
  - Crime Watch Daily, trasmesso in syndication
  - The Henry Ford's Innovation Nation, in onda sulla CBS
  - SuperSoul Sunday, trasmesso su OWN
  - XPLORATION EARTH 2050, trasmesso su Fox

#### Miglior speciale
- Matt Shepard is a Friend of Mine, trasmesso su Logo TV
  - 30th Film Independent Spirit Awards, trasmesso su IFC
  - Barefoot in L.A., trasmesso su Food Network
  - R.L. Stine's Monsterville: Cabinet of Souls, distribuito su Netflix
  - White People, trasmesso su MTV

#### Miglior corto - categoria speciale
- SuperSoul Shorts, trasmesso su OWN
  - JetBlue HumanKinda, distribuito su YouTube
  - MALALA FUND, trasmesso su Pivot
  - Oh Noah!, trasmesso su PBS
  - The New York Times Op-Docs:  Animated Life, distribuito sul sito del The New York Times
  - Videos 4 U: I Love You, distribuito su thisamericanlife.org

### Acconciature
- Miglior hairstyling per una serie drammatica: Shannon Bradberry, Adriana Lucio, John McCormick, Marie Elena Pantoja, Regina Rodriguez e Gwen Huyen Tran – Febbre d'amore
- Miglior hairstyling: Patricia Cuthbert – Odd Squad

### Casting
- Miglior casting per una serie drammatica: Mark Teschner – General Hospital
- Miglior casting per una serie animata o speciale: Ania O'Hare – Le avventure del gatto con gli stivali

### Colonna sonora
- Miglior direzione e composizione musicale per una serie drammatica: Paul Antonelli, Stephen Reinhardt, Ken Corday e D. Brent Nelson – Il tempo della nostra vita
- Miglior brano originale di una serie drammatica: Lost In Time, di Matt Pavolaitis, Anthony Ferrari, Casey Kasprzyk e Bradley Bell – Beautiful
- Miglior direzione e composizione musicale: Steven Rebollido, J. Walter Hawkes, Martin Erskine e D.D. Jackson – Pig + Cat
- Miglior brano originale: True Bromance, di Frederik Wiedmann e Mitch Watson – Tutti pazzi per Re Julien
- Miglior esibizione musicale in un talk show o programma della mattina: Rachel Platten per la sua esibizione a Good Morning America

### Costumi
- Migliori costumi per una serie drammatica: Shawn Reeves – General Hospital
- Migliori costumi: Christine Toye – Odd Squad

### Direzione artistica
- Miglior direzione artistica, scenografia, arredamento dei set per una serie drammatica: David Hoffmann, Jennifer Savala, Fred Cooper, Jennifer Haybach e Jennifer Herwitt – Febbre d'amore
- Miglior direzione artistica, scenografia, arredamento dei set: Brian Kane – R.L. Stine's Monsterville: Cabinet of Souls

### Fotografia
- Miglior fotografia: Jeremy Leach, Ethan Mills – The Mind of a Chef

### Illuminazione
- Miglior illuminazione per una serie drammatica: Bill Roberts e Ray Thompson – Febbre d'amore
- Miglior illuminazione: Robert Dickinson, Travis Hagenbuch, Charles Dabezies e Ted Wells per la cerimonia d'apertura dei Giochi europei

### Media interattivi e annunci promozionali
- Miglior programma interattivo - potenziamento di un programma esistente: The Ellen DeGeneres Show
- Miglior programma interattivo - programma originale: Inside the Box of Kurios di felixandpaul.com
- Miglior annuncio promozionale - attualità: Rokerthon 2 di Today (NBC)
- Miglior programma interattivo - immagine: Today's The Day di The Ellen DeGeneres Show

### Montaggio
- Miglior montaggio video per una serie drammatica multi-camera: Peter Fillmore, David Gonzalez, Christine Magarian Ucar, Christine Marzec e Denise VanCleave – General Hospital
- Miglior montaggio video per un programma multi-camera: Anna George, Matthew Ilardo, Tom Bornkamp, Sean Campbell, Richard Kronenberg, Elizabeth Murray e Michael Orso – Rachael Ray
- Miglior montaggio video per un programma single-camera: Sara McKellogg Lane, Ryan Moore e Jeff Warren – Giada in Italy
- Miglior montaggio audio - categoria live action: Michael Barrett, Chris Prinzivalli, Michael Croiter, Jorge Muelle, Paul Rudolph, Chris Sassano e Dick Maitland – Sesame Street
- Miglior montaggio audio - categoria animazione: Otis Van Osten, Joshua Aaron Johnson, Roger Pallan, e Jason Oliver – Dragons: Race to the Edge
- Miglior missaggio per una serie drammatica: Aaron Lepley, Danny Lecuna, Brian Connell, Jerry Martz, Brian Cuneen, Dave Golba, Justin Lamont e Tom Luth – Beautiful
- Miglior missaggio: Cristian Kaestner, Paul Koemans, Richard Sharrat, Dino Suceska, Scott Willsallen e Justin Arthurper per la cerimonia d'apertura dei Giochi europei
- Miglior missaggio - categoria live action: Chris Prinzivalli, Michael Barrett, Michael Croiter e Dick Maitland – Sesame Street
- Miglior missaggio - categoria animazione: Justin Brinsfield, Matt Corey, Manny Grijalva, DJ Lynch e Jeff Shiffman – Teenage Mutant Ninja Turtles

### Regia
- Miglior regia per una serie animata: Drew Hodges – Tumble Leaf
- Miglior regia per un programma per bambini: J.J. Johnson, Stephen Reynolds, Brian K. Roberts, Stefan Scaini e Craig David Wallace – Odd Squad
- Miglior regia per un programma lifestyle, culinario o di viaggi: Anna Chai, Siobhan Walshe – The Mind of a Chef
- Miglior regia per un talk show o programma della mattina: Randi Lennon, Debra Dias, Jeb Einhorn, Patricia Finnegan, Shanta Fripp, Christopher George, Kyle Keever, Meghan Morris, Nikki Rabago, Katlyn Tanney, Kelly Volz – CBS This Morning
- Miglior regia per un game show: Kevin McCarthy – Jeopardy!
- Miglior regia - categoria speciale: Bianca Giaever – Videos 4 U: I Love You This American

### Riprese
- Miglior squadra tecnica di una serie drammatica: Chuck Abate, Kevin Carr, Craig Camou, Dale Carlson, Dean Cosanella, Barbara Langdon e Antonio Simone – General Hospital
- Miglior squadra tecnica: troupe di Disney Parks Unforgettable Christmas Celebration

### Sceneggiatura
- Miglior sceneggiatura per una serie animata: Mitch Watson – Tutti pazzi per Re Julien
- Miglior sceneggiatura per un programma per bambini: Tim McKeon, Charles Johnston e Mark De Angelis – Odd Squad
- Miglior sceneggiatura per un programma animato prescolare: Colin Lepper, John Joven, Max Winston, Winifred Barnum-Newman, Evan Spiridellis, Gregg Spiridellis e Jeff Gill – pa Le Avventure Di Bippo L,Ippopotamo
- Miglior sceneggiatura - categoria speciale: Jim Liechtenstein, Stephanie Himango e John Murpy – The Henry Ford's Innovation Nation

### Sigla
- Miglior sigla e grafiche: Daniel de Graaf, Adam Lupsha e Mike Houston – The Mind of a Chef

### Stunt
- Miglior coordinamento stunt: Terry James – Febbre d'amore

### Trucco
- Miglior trucco per una serie drammatica: Patti Denney, Robert Bolger, Kathy Jones, Laura Schaffer Jones, Marlene Mason e Kelsey McGraw – Febbre d'amore
- Miglior trucco: Debbie Lelievre, Todd Masters, Mike Fields, Felix Fox, Holland Miller, Chris Devitt, Harlow Macfarlane, Yukiyo Okajima, Sarah Pickersgill, Brad Proctor, Lori Sandnes, Thomas Sosnowski e Jason Ward – R.L. Stine's Monsterville: Cabinet of Souls

## Premi della giuria
- Miglior realizzazione individuale nell'animazione: Chad Weatherford, disegnatore di personaggi di Dinotrux; Benjamin Sanders,  illustratore di storyboard di Peter coniglio; Mike Houston, scenografo di The Mind of a Chef; Michael Granberry, animatore di Tumble Leaf.
- Lifetime Achievement Award: Sonia Manzano